# AGM-65 マーベリック
AGM-65 マーベリック（AGM-65 Maverick）は、アメリカ合衆国製の空対地ミサイルの一群である。「マベリック」や「マーヴェリック」とも表記される。

## 開発経緯
AGM-65が登場する以前の主力空対地ミサイルには、AGM-12 ブルパップやAGM-62 ウォールアイがあったが、前者はASM-N-7（AGM-12A）が1959年からアメリカ海軍に配備され、CEPが平均約30m前後の高い命中率と約27kmの長射程という高いスタンドオフ性能であり、当時としては非常に高性能な空対地ミサイルとしてベトナム戦争で多くの戦果を挙げたが、その誘導方式に問題があった。
AGM-12の誘導方式は無線指令誘導方式で、発射と同時に弾体後部で発火するトレーサと呼ばれる火炎を兵器管制員が目視で確認し、ジョイスティックを操作して無線により操舵して目標まで誘導し続けなくてはならなかった。
そのため、射程と命中率は操縦者の視力と技量に依存し、発射から弾着までは誘導し続けなければならず、誘導が困難になるような激しい機動も制限された。また、発電所や橋など大型の目標に対しては有効であったが、小型目標を狙うには不向きであり、誘導の難しさから不評だった。

### ウォールアイ
ベトナム戦争が始まって2年後の1962年には、問題を抱えていたAGM-12 ブルパップの後継としてAGM-62 ウォールアイがアメリカ海軍によって開発開始された。続いてその3年後である1965年には、アメリカ空軍もヒューズと共にブルパップの後継ミサイル、AGM-65 マーベリックの開発に乗り出した。先に実用段階まで至ったAGM-62は、1966年にAGM-12と同じくマーティン・マリエッタ社と契約が結ばれ、AGM-62A ウォールアイ Iの生産が開始される。
AGM-62はAGM-12とは比較にならない程大きな進化を遂げている。その大きな特徴としては、誘導装置にビデオカメラを利用した点である。これは、ミサイルの先端部にビデオカメラを収め、その映像は母機のモニターに表示され、パイロットは映り込んだ目標をロックオンして発射すれば、後はミサイルがロックした目標へ自動で向かってくれる。それにより命中率と射程は大幅に上昇し、母機は発射直後に回避行動をとることができるので、SAMや対空砲、敵戦闘機の脅威に長時間晒されることなく離脱することが可能となった。しかし、AGM-62はアメリカで当初ミサイルに分類されたが実質的には誘導爆弾であり推進装置を持っておらず、射程は母機の高度に依存するので、遠距離の目標を狙おうとすると機体の高度を上げなくてはならない。そのため、天候の悪い日は雲が邪魔してシーカーに目標が映らずロックできないと言うトラブルもあり、基本的にAGM-62が使用されるのは天気が良好で陽が出ている間だけである。
AGM-62は、それら以外の問題も多々抱えており、登場以来数々の細かいアップデートが行われ、その種類は数十種にもおよぶ。その中でも長射程データリンク型のウォールアイ I ER/DLや、搭載弾頭を2,000lbに増量したウォールアイ IIはベトナム戦争で活躍した。それでもAGM-12を全てAGM-62に置き換えることはできなかった。AGM-62は高い命中率や撃ち放し能力を持っていたが、推進装置を搭載していないことから、母機から遠距離の目標を攻撃するのに向かないなどの欠点があった。

#### AGM-12E
その後、AGM-12の派生型でクラスター爆弾を弾頭としたAGM-12Eが開発された。これは、上空で弾体が炸裂し、内部の子爆弾を広範囲に撒き散らすことから、誘導に精確性が求められず、単純な無線誘導方式なので1基あたりの価格も低廉で、搭載母機に改修などが不要という汎用性もあった。AGM-12はAGM-62の登場により使用機会は減ったが、その後も使われ続けた。

### マーベリック登場
1972年になると、AGM-65の初期型であるAGM-65Aが空軍に納入される。AGM-65の特徴は、弾体中央上部から後部にかけて伸びるデルタ翼や、後部に僅かにある操縦翼などAIM-47 ファルコン、AIM-54 フェニックスなどと同様の外形を採用していて小型なために、1つのキャリッジに最大3発のAGM-65を装着可能なことである。A-10では14発のAGM-65が搭載可能である。
誘導方式はAGM-62と同じくTV誘導方式で、短射程ながら運動性も良く、ベトナムで数発が試験使用されて予想以上の命中率を示した。好成績を収めたAGM-65Aは、1973年に勃発した第四次中東戦争でイスラエル国防軍に供与され、80%の命中率を記録した。良好な命中率と信頼性を示したAGM-65は、AGM-62では果たせなかったAGM-12の完全置き換えを達成し、その優れた性能から後にアメリカ海兵隊にも採用された。その後シーカーの倍率を上げたタイプや、レーザー誘導やIR シーカー搭載の全天候型、威力向上型、対艦型、CCD シーカー搭載型などの派生型が作られ、湾岸戦争やイラク戦争、イラン・イラク戦争（イラン軍が使用）などで使用された。また、ユーゴスラビアに供与されたAGM-65はクロアチア独立戦争やボスニア・ヘルツェゴビナ内戦においてユーゴスラビア連邦空軍（および後身のセルビア空軍）が使用していた。

## 基本型と派生型
基本となったAGM-65Aから、6つ以上の派生型が作られた。
| 型式名  | 誘導方式                 | 発射重量 | 弾頭         | 信管 | 最大射程 | 主な用途     |
| ------- | ------------------------ | -------- | ------------ | ---- | -------- | ------------ |
| AGM-65A | TV画像                   | 210kg    | 57kg成形炸薬 | 着発 | 3km      | 米空軍向け   |
| AGM-65B | TV画像                   | 210kg    | 57kg成形炸薬 | 着発 | 3km      | 米空軍向け   |
| AGM-65D | 赤外線画像               | 210kg    | 57kg成形炸薬 | 着発 | 20km     | 米空軍向け   |
| AGM-65E | セミアクティブ・レーザー | 293kg    | 136kg榴弾    | 遅延 | 20km     | 米海兵隊向け |
| AGM-65F | 赤外線画像               | 307kg    | 136kg榴弾    | 着発 | 25km     | 米海軍向け   |
| AGM-65G | 赤外線画像               | 307kg    | 136kg榴弾    | 着発 | 25km     | 米海軍向け   |
| AGM-65H | TV画像                   | 210kg    | 57kg成形炸薬 | 着発 | 20km     | 米空軍向け   |

- A型は、続くシリーズの基本となったものである。
- B型は、A型のTVシーカーに目標画像拡大機能が加えられたものである。
- D型は、赤外線式TV画像を使ったシーカーを備えた形式であり、1983年に実用化された。
- E型は、ロケットモーターが排煙の目立たない改良型によって射程も延伸された形式であり、1985年に実用化された。
- F型は、D型を艦船目標向けに調整したもので、1989年に実用化された。
- G型は、D型の赤外線式TV画像シーカーのソフトウェアを改良したもの。誘導システムの精度を高めて小型車両も目標にできるG2型も作られた。1990年に実用化された。
- H型は、1991年より開発が始まり、当初はミリメートル波のアクティブ・シーカー型として開発されていたが、1993年に一度開発が中止となり、その後再開された時には新たにCCD型TVシーカーが採用された。CCD型TVシーカーは2段階で視野が切り替えられる。
- J型は、F型のCCD向上型である。
- K型は、G型のCCD向上型である。

AGM-65の弾頭は、57kg（125ポンド）と136kg（300ポンド）の2種類である。軽量の方はミサイルの先端に着発信管を備えた成形炸薬弾頭であり、重量のある方は遅延信管を備えてやや弾殻が厚く、運動エネルギーで目標表面を貫通してから内部で爆発する爆風破片効果を持つ弾頭である。後者の方が大型の硬目標に対する破壊力は大きい。いずれの弾頭も後部の固体燃料ロケットで推進される。

## 運用

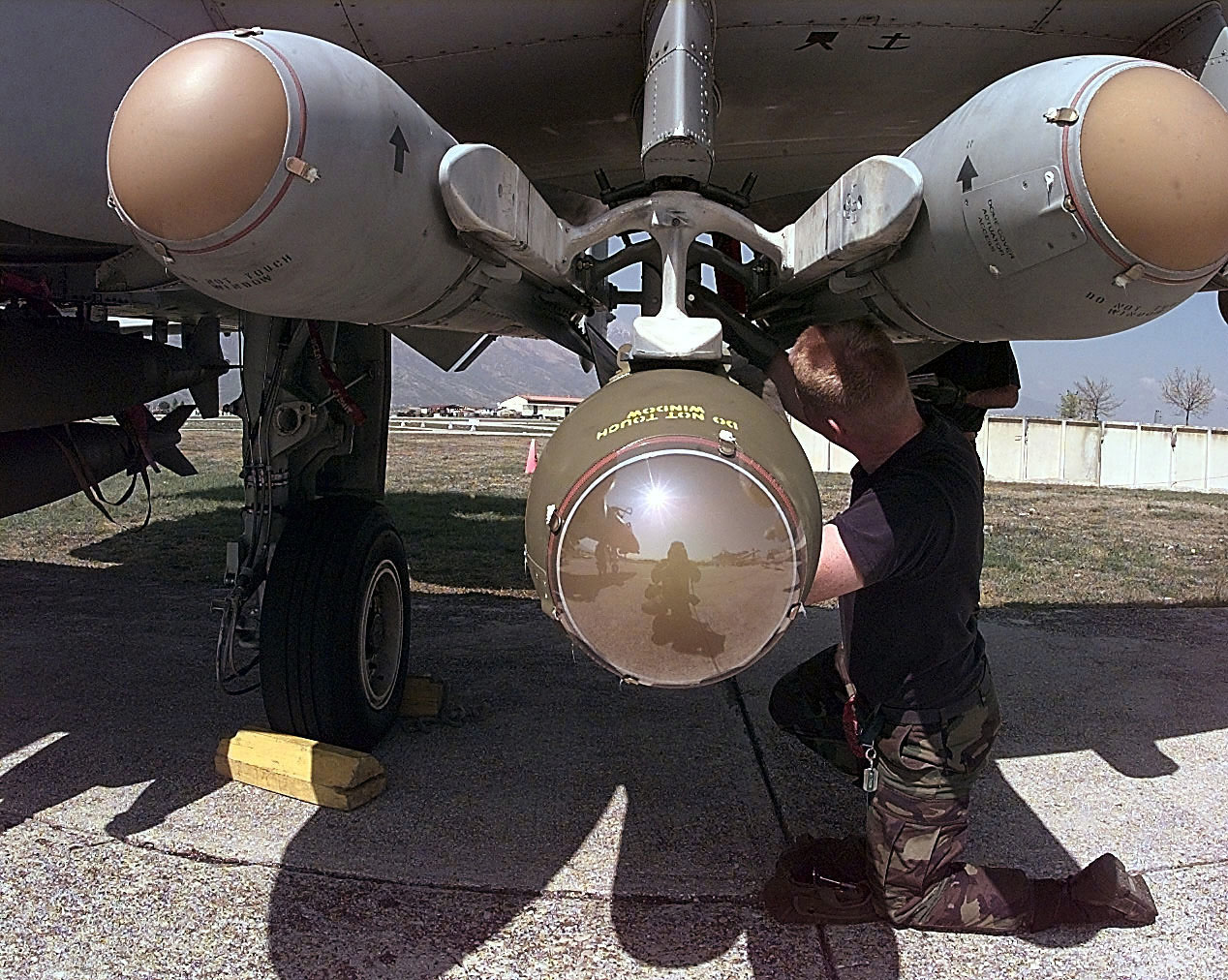
LAU-88により3発のAGM-65を搭載したA-10。色が違う1本がカメラ用（1999年）

湾岸戦争中、1991年の砂漠の嵐作戦でF-16とA-10が運用し、イラク軍に対して大きな戦果を挙げた。
AGM-65用のLAU-117発射機（単・連ランチャー）は、海軍および空軍の航空機に多数搭載されている。また、運用初期には攻撃機がLAU-88発射機（三連装ランチャー）により積載量を増やしていたものの、信頼性の問題から湾岸戦争のころにはほとんど使用されないようになったが、A-10は湾岸戦争時点では赤外線カメラを装備しておらず、夜間任務でマーベリックの赤外線カメラを代用とするために、カメラ用のAGM-65を最後まで残すためLAU-88の搭載が続けられた。
攻撃機
- A-4 スカイホーク
- A-6 イントルーダー
- A-7 コルセア II
- A-10 サンダーボルトII
- AV-8B ハリアーII
- BAe ハリアー II
- J-22 オラオ

戦闘機・戦闘爆撃機
- F-4 ファントムII
- F-5 タイガーII
- F-20 タイガーシャーク
- F-15E ストライクイーグル
- F-16 ファイティング・ファルコン
- F/A-18 ホーネット
- F/A-18E/F スーパーホーネット
- F-111 アードバーク
- F-CK-1 経国
- AJ 37 ビゲン
- JAS 39 グリペン
- ユーロファイター タイフーン
- FA-50 ゴールデン・イーグル
- ホーカー ハンター[注釈 1]

哨戒機
- P-3 オライオン
- P-1

ヘリコプター
- AH-1J シーコブラ
- AH-1W スーパーコブラ
- AH-64 アパッチ
- SH-2G スーパー・シースプライト

### 海外での運用
- オーストラリア
- ベルギー
- カナダ
- チリ
- チェコ
- デンマーク
- エジプト
- ギリシャ[注釈 2]
- ハンガリー
- インドネシア
- イラン
- イスラエル

- シンガポール[注釈 3]
- 韓国
- スペイン
- スウェーデン
- スイス
- 台湾
- タイ
- トルコ
- イギリス
- イタリア
- ヨルダン
- 日本

- ケニア[注釈 4]
- クウェート
- マレーシア
- モロッコ[注釈 5]
- オランダ
- ニュージーランド
- パキスタン[7]
- ポーランド
- ポルトガル
- サウジアラビア
- セルビア[注釈 6]

## 登場作品

### 映画
『アイアン・イーグル』
主人公の乗るF-16から発射される。主人公は、タキシング中に正規のパイロットである父親に「地上でもマーベリックは撃てる？」と問いかけながら、地上滑走状態のまま使用した。
『トゥルーライズ』
主人公の応援にやってきたアメリカ海兵隊のAV-8B ハリアーIIが、核弾頭を積んだトラックの進行を食い止めるべく発射する。
『マン・オブ・スティール』
飛来したA-10 サンダーボルトIIから発射される。

### 漫画・アニメ
『空母いぶき』
航空自衛隊の架空ステルス戦闘機F-35JBに搭載され、多良間島を占領した中国軍の飛龍2地対艦ミサイルを破壊する。
『東のエデン 劇場版I The King of Eden』
セレソンNo.1の物部大樹の申請により行われた、自衛隊によるジュイスへのミサイル攻撃に使用され、No.12、No.2、No.11のジュイスを破壊する。
　『こちら葛飾区亀有公園前派出所』1999年12月31日に夜勤を命ぜられ、2000年(ミレニアム)のカウントダウンが出来なくなった両津勘吉が腹いせの為に、爆竜大佐に派出所を発破解体するために撃ち込むよう依頼する。途中で事情が変わり中止するよう頼んだが、2000年問題によるヘリコプター搭載のコンピュータの誤作動で結局発射されてしまい、派出所は木っ端微塵となり両津達も入院する羽目になった。

### ゲーム
『Wargame Red Dragon』
NATO陣営の各種航空機の武装としてAGM-65B・AGM-65E・AGM-65Fが登場する。
『エースコンバットシリーズ』
『エースコンバット04』以降の各作品でプレイヤーが使用する特殊兵装「高機能空対地ミサイル(XAGM)」または「4目標ロックオン空対地ミサイル(4AGM)」として最大4目標まで同時にロックオン可能な空対地ミサイルとして登場する。
『エナジーエアフォースシリーズ』
短距離射程の空対地ミサイルとして登場し、ヘリコプターに対しても攻撃が可能となっている。海軍用のF型と空軍用のH型が登場。
『グランド・セフト・オート・サンアンドレアス』
作中に登場する軍隊の武器庫内や強襲揚陸艦内に木箱に入った状態で置いてある。
『サイドワインダーシリーズ』
空対地ミサイルとして全作品にて登場。『2』では消火任務で使う消火ミサイルとして改造したAGM-65が登場する。『MAX』では炸薬の少なさから車両しか攻撃できないという特性を持っている。
『バトルフィールドシリーズ』
『BF2』
F-15E ストライクイーグルに搭載されている。
『BF3』
「誘導ミサイル」の名称で登場し、F/A-18E スーパーホーネットに搭載できる。
『BF4』
「レーザー誘導ミサイル」の名称で登場し、攻撃機とステルス機に搭載できる。攻撃ヘリのガンナー席でも使用可能。